# Konstancie Sicilská (1154–1198)
Konstancie Sicilská (1154, Palermo – 27. listopadu 1198, Palermo) byla sicilskou královnou a císařovnou Svaté říše římské. Královnou Sicílie byla v letech 1194 až 1197 společně se svým manželem a v roce 1198 se svým synem Fridrichem II.

## Život

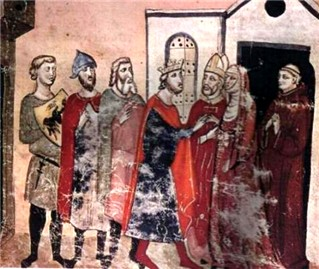
Svatba Konstancie
a Jindřicha VI. (dobová iluminace)

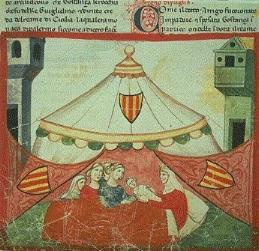
Narození Fridricha II. (středověká iluminace)

Konstancie, dědička Sicilského království, se narodila jako pohrobek. Matka Beatrix z Rethelu, byla třetí ženou Rogera II. Sicilského, který sice měl z prvního manželství pět synů, ale až na nejmladšího Viléma všechny přežil; jeho druhé manželství pak bylo bezdětné.
Konstancie nebyla zasnoubena až do své třicítky, což bylo velmi neobvyklé pro princeznu, která měla všechny předpoklady být velkým trumfem při dynastickém vyjednávání. To bylo příčinou pozdějších úvah, že vstoupila do kláštera a ke sňatku potřebovala papežský souhlas, anebo že byla mimořádně ošklivá. Pro nic z toho však neexistují žádné důkazy. Smrt jejího mladšího synovce Jindřicha Kapuánského učinila z Konstance dědičku trůnu po svém starším synovci králi Vilému II., jehož jediný syn zemřel jako dítě. Abulafia (1988) poznamenává, že Vilém II. nepovažoval za pravděpodobné spojení německé a sicilské koruny. Jeho cílem bylo pouze upevnit spojenectví s dřívějším nepřítelem normanské moci v Itálii. Je však nejasné proč tak dlouho otálel s hledáním manžela pro svou tetu. Nicméně v roce 1184 byla Konstancie zasnoubena králi a pozdějšímu císaři Svaté říše římské Jindřichovi a o dva roky později, 27. ledna 1186, se konala svatba.
Papež Celestýn III. nerad viděl království jižní Itálie (tehdy jedno z nejbohatších v Evropě) v německých rukou, avšak na nátlak Jindřicha se podvolil. Ani normanská šlechta nevítala s nadšením, že Štaufové se stanou králi Sicílie. Vilém II. si vyžádal slib šlechty a významných mužů dvora, že uznají nástupnictví Konstancie v případě, že zemře bez přímého dědice. Avšak po Vilémově nečekané smrti v roce 1189 se zmocnil vlády jeho bratranec Tankred Sicilský. Jeho nástupnictví nebylo legitimní, ale měl podporu většiny důležitých mužů království.
Tchán Konstancie zemřel roku 1190 a v následující roce byli Jindřich a Konstancie korunováni císařem a císařovnou. Konstancie pak doprovázela svého manžela v čele císařské armády dobýt trůn na Tankredovi. Severní města království otevřela Jindřichovi své brány včetně dřívějších držav Capuy a Aversa. Salerno, Rogerovo hlavní město na pevnině poslalo zprávu, že Jindřich bude vítán a pozvalo Konstancii, aby za letního horka obývala otcův starý palác. Neapol byla první městem, kde se Jindřich setkal s odporem. V letních vedrech však velká část armády podlehla malárii a dalším nemocem, takže Jindřich byl nucen na čas tažení přerušit. Kromě toho v Německu vypukla další revolta Jindřicha Lva. Konstancie však zůstala s malou posádkou v Salernu jako příslib, že se císař brzy vrátí.
Jakmile Jindřich s větší částí armády odtáhl, města, která doposud dobyl se přihlásila zpět k Tankredovi obávajíce se jeho pomsty. Obyvatelé Salerna využili příležitosti zavděčit se Tankredovi, Konstancii zajali a dopravili ji k němu do Messiny. Tankred doufal, že pokud navrátí Konstancii Jindřichovi, papež ho legitimizuje jako sicilského krále. Naopak, papež očekával, že zajistí-li Konstancii bezpečnou cestu do Říma, bude Jindřich vstřícnější. Stále doufal, že se mu podaří zabránit sjednocení Říše a Království. Císařským vojákům se však podařilo Konstancii osvobodit dříve, než se dostala do Říma a dopravit ji bezpečně přes Alpy. Papež ani království tak ze zajetí Konstancie nezískali žádnou výhodu.
Jindřich byl již připraven ke druhé invazi na Sicílii, když Tankred roku 1194 zemřel. Později toho roku vstoupil bez boje do Palerma, sesadil Tankredova syna Viléma III. Sicilského a sám se nechal místo něj korunovat. Zatímco Jindřich postupoval se svou armádou rychle na jih, Konstancie ho následovala mnohem pomaleji, neboť byla těhotná. 26. prosince, den po Jindřichově korunovaci v Palermu, porodila syna Fridricha, budoucího císaře a sicilského krále Fridricha II. v malém městečku Jesi nedaleko Ancony. Konstancii bylo 40 a byla si vědoma toho, že její vysoký věk může vzbudit pochybnosti, zda dítě je skutečně její. Rodila proto ve zvláštním stanu na tržišti a pozvala městské paní, aby byly porodu přítomny a narození potomka dosvědčily. O několik dní později se na tržiště vrátila, aby veřejně dítě nakojila.

## Korunovace Fridricha II.
Císař Jindřich zemřel již roku 1197. Následujícího roku nechala Konstancie tříletého Fridricha korunovat sicilským králem a jeho jménem zrušila vazby, které její zesnulý manžel vytvořil mezi vládou Sicílie a Říší. Přijala tak zcela rozdílný přístup než Jindřich. Obklopila se místními rádci a zbavila moci ambiciózního Markvarta z Anweilleru a pokusila se ji omezit na jeho léno v Molise. Při Fridrichově korunovaci se vystříhala jakékoliv zmínky o možných nárocích na německé království a Říši. Konstancie učinila vstřícnou nabídku novému papeži Inocenci III., že opustí dlouho uznávaný princip, že král je apoštolským legátem – základní princip normanské autonomní vlády. Aby odstranila nebezpečí hrozící dětskému králi, svěřila jej do ochrany Svatého otce. Očekávala, že bude vychováván jako Sicilan a nežádala pro něj nic víc než sicilské království bez nároku na titul Císař říše Římské, který přenechala svému švagrovi Filipovi Švábskému. Nemohla tušit, že osud rozhodne jinak a její syn se císařem Svaté říše římské v budoucnu skutečně stane. Konstancie zemřela koncem listopadu roku 1198 a byla pohřbena v římském sarkofágu v katedrále v Palermu. Dante Alighieri jí vzdal poctu ve své Božské komedii, když ji umístil do Ráje.